# Chloe (actrice pornographique)
Chloe (Chloe Hoffman), née le 14 novembre 1971 à Thousand Oaks en Californie, est une actrice et réalisatrice de films pornographiques américaine.

## Biographie
Jeune elle suit le groupe de rock "Poison" en tournée.
Chloe était en activité dans le X de 1994 à 2004. Elle a réalisé des films (18 selon IAFD) pour les studios Elegant Angel, VCA Pictures ...
Dans une interview sur une radio Chloe raconte ses problèmes avec la drogue depuis l'âge de 17 ans.
En 1999 elle participe à l'album compilation "Porn to Rock" avec Ginger Lynn, Suzi Suzuki, Hyapatia Lee, Karen Dior...

## Récompenses et nominations
- AVN Awards 1999[3] :
  - Meilleure scène de sodomie dans un film (Best Anal Sex Scene – Film) pour The Kiss
  - Meilleur second rôle féminin dans un film (Best Supporting Actress – Film) pour The Masseuse 3
  - Performeuse de l'année (Female Performer of the Year)
- AVN Awards 2000[4] :
  - Meilleure actrice dans un film (Best Actress – Film) pour Chloe
  - Meilleure scène de sexe entre femmes dans une vidéo (Best All-Girl Sex Scene – Video) pour Tampa Tushy Fest
  - Meilleure scène de sexe anal dans un film (Best Anal Sex Scene – Film) pour Breaking Up
  - Meilleure scène de sexe en solitaire (Best Solo Sex Scene) pour Chloe
- AVN Awards 2001 : Meilleur second rôle féminin dans un film (Best Supporting Actress – Film) pour True Blue[5]
- AVN Awards 2002 : Best All-Girl Sex Scene – Video for Where The Girls Sweat 5
- AVN Awards 2005 : Most Outrageous Sex Scene for Misty Beethoven, The Musical
- AVN Hall of Fame (2006)
- XRCO Awards 1998 :
  - Best Group Sex Scene for The Psycosexuals
  - Unsung Siren
- XRCO Awards 1999 : Best Girl-Girl Scene for Tampa Tushy Fest 1
- XRCO Awards 2000 : Best Girl-Girl Scene for Torn
- XRCO Awards 2001 : Orgasmic Analist
- XRCO Awards 2002 : Best Male-Female Sex Scene for Welcome to Chloeville 3
- XRCO Hall of Fame (2008)

## Filmographie sélective

### Films traditionnel
- Time Demon (1996) de Richard J. Thomson
- Lady Chatterley's Lover
- Waiting (1991) de Jackie McKimmie

### Films X
- Adam and Eve Signature Series 5 - Chloe
- Anal Addict (2003)
- Anal Animals (2002)
- Anal Aristocrats (2003)
- Anal Crack Attack (1997)
- Chasing Chloe (2003)
- Christi Lake's Anal and DP Gangbang (1999)
- Chloe: Extreme Close Up (2001)
- Chloe's Acting Up (2001)
- Chloe's Catalina Cum-ons (2000)
- Chloe's Cruel Seductions (2002)
- Chloe's Dungeon Fantasies (1998)
- Chloe's Place (2001)
- Gangbang Girl 17 (2001)
- Gangland 1 (2002)
- Perfect Pink 4 - Wired Pink Gang Bang (1999)
- Psycho Sexuals (1998)
- Rectal Raiders (2003)
- Seymore Butts' Tampa Tushy-Fest 1 & 2 (2003)
- Welcome To Chloeville (2000)
- Welcum To Chloeville 2, 3, 4 (2000)
- World's Luckiest Man (1997)